# Центральный государственный архив города Москвы
ГБУ «Центральный государственный архив города Москвы» (ЦГА Москвы) — крупнейшее в Москве государственное хранилище документов, являющихся частью Архивного фонда Российской Федерации. В состав ЦГА Москвы вошёл ряд городских архивов и структурных подразделений Главархива Москвы: Центральный исторический архив Москвы, Центральный архив города Москвы (ЦАГМ), Центральный архив общественно-политической истории Москвы, Центральный архив электронных и аудиовизуальных документов Москвы (ЦАЭиАДМ), Центральный архив научно-технической документации Москвы (ЦАНТДМ), Центральный московский архив-музей личных собраний (ЦМАМЛС), Центр публикации архивных фондов.

## Об архиве
Хранилище было создано в апреле 2013 года в соответствии с распоряжением Правительства Москвы от 19 декабря 2012 г. N 798-РП «О создании государственных бюджетных учреждений города Москвы в сфере архивного дела».
В составе Архива шесть подразделений:
- Отдел хранения научно-технической документации Москвы (ОХНТДМ) хранит 125 фондов научно-технической документации за период с 1802 по 2010 гг., включая документы по планировке города и градостроительству на территории Москвы.
- Отдел хранения электронных и аудиовизуальных документов Москвы (ОХЭиАДМ) хранит и предоставляет возможности для использования 3831 ед. хр. кинодокументов за 1936—1992 гг. на киноплёнке шириной 35 и 16 мм (цветные и чёрно-белые документальные фильмы, кино- и телесюжеты, спецвыпуски и киножурналы); 264 311 ед. хр. фотодокументов за 1880—2012 гг. (чёрно-белые и цветные негативы на стекле и плёнке, а также фотоальбомы и отдельные позитивы); 12 913 ед. хр. фонодокументов за 1948—2007 гг. (хроникально-документальные записи на магнитной ленте, грампластинки и компакт-диски); 2562 ед. хр. видеодокументов за 1988—2012 гг. (видеофильмы и видеосюжеты в аналоговых и цифровых форматах).
- Отдел хранения документов до 1917 года (ОХД до 1917 г.) хранит документы учреждений, организаций и предприятий, существовавших на территории Москвы и Московской губернии с середины XVIII в. до октября 1917 г. Имеются отдельные документы за 1-ю половину XVIII в., 1920-е гг. — на хранении находятся 2122 фонда в количестве 2 474 372 дел.
- Отдел хранения документов после 1917 года (ОХД после 1917 г.) хранит документы местных органов государственной власти и управления, предприятий, учреждений и организаций промышленности, строительства, транспорта, связи, культуры, просвещения, здравоохранения и общественных организаций, функционировавших в Москве или связанных своей деятельностью с городом с 1917 по 2013. Имеются отдельные документы конца XIX — начала XX в. В отделе насчитывается 3540 архивных фондов, которые содержат 2 400 748 дел.
- Отдел хранения документов личных собраний Москвы (ОХДЛСМ) хранит документы личного происхождения и вещественных источников, переданных их владельцами в собственность города Москвы, на постоянном хранении в отделе находятся 385 фондов, содержащих 87 535 архивных дел и 8595 предметов с XIX в. до наших дней. Имеются отдельные документы (старопечатные книги) за XVII—XVIII вв.
- Отдел хранения документов общественно-политической истории Москвы (ОХДОПИМ) хранят документы руководящих, контрольных органов КПСС и ВЛКСМ Московского региона (города и области) и их учреждений, парткомов и первичных партийных организаций, в том числе редакций газет и журналов за 1917—1991 гг.; общественно-политических объединений, движений и организаций советского и постсоветского периода, на хранении находится 7221 фонд в количестве 3 565 396 дел за 1917—2013 гг.

## Функции Архива

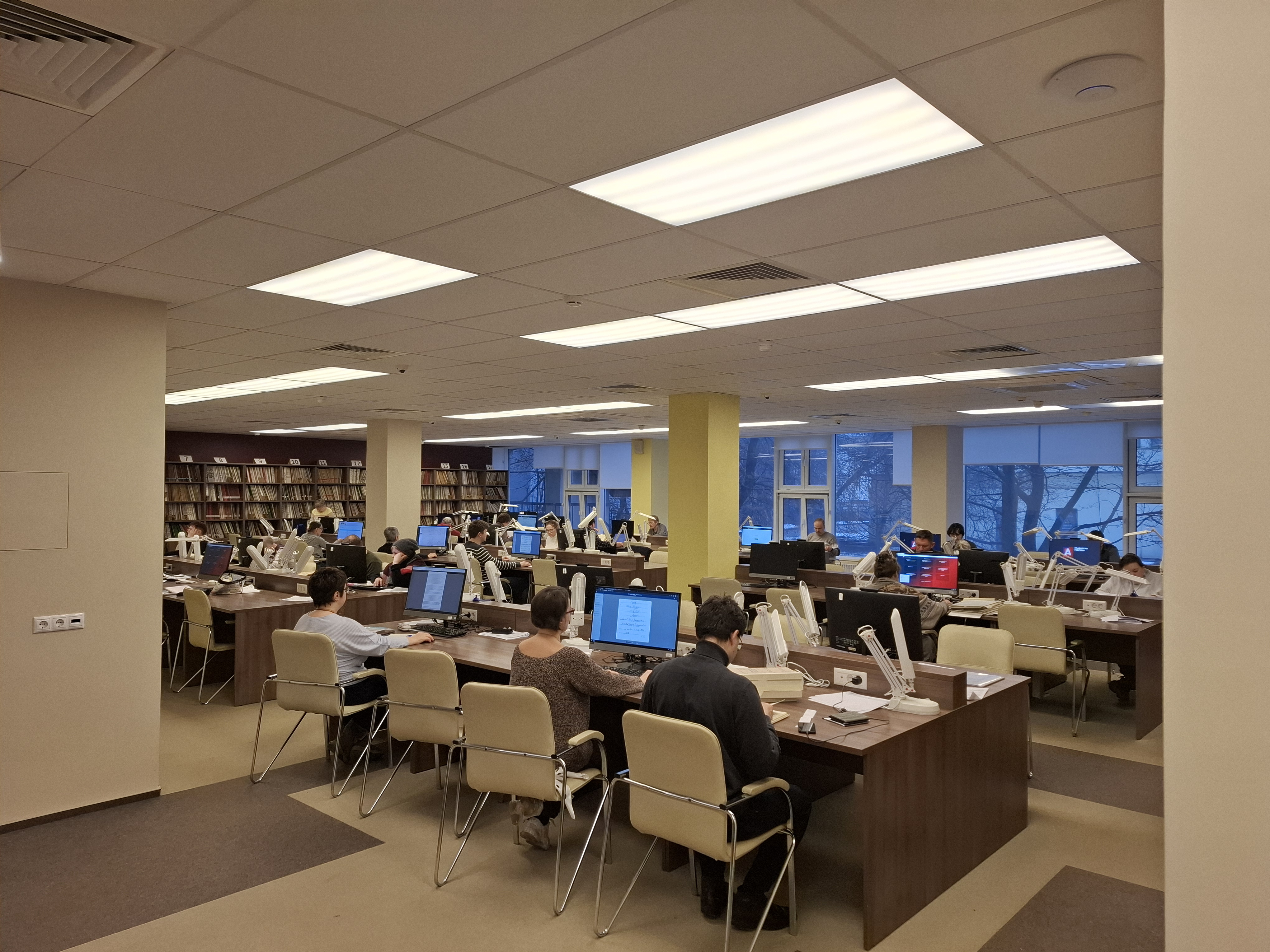
ЦГАМ. Читальный зал № 1

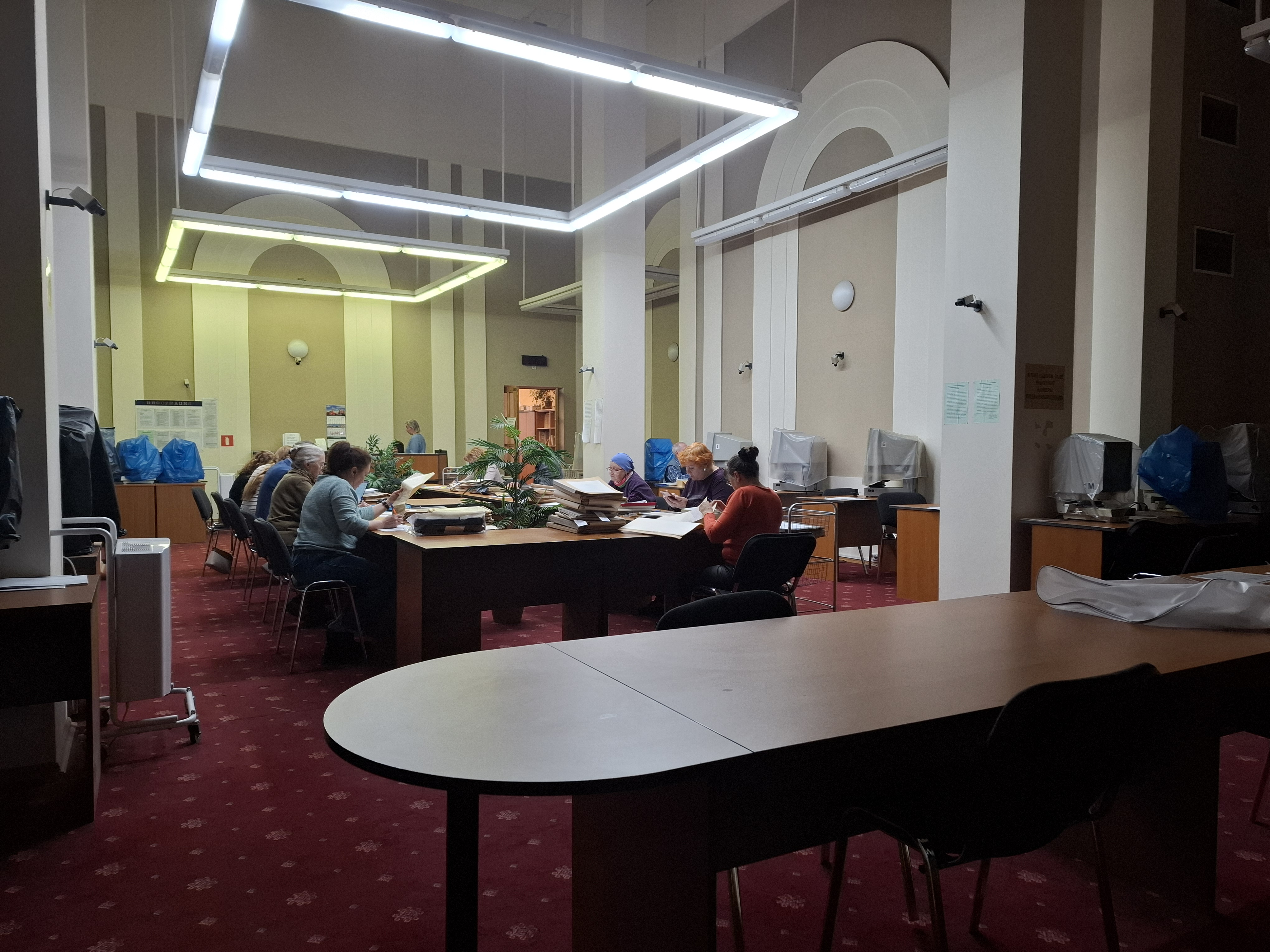
ЦГАМ. Читальный зал № 2

По уставу учреждения, целями его деятельности являются:
1. постоянное хранение и учёт документов Архивного фонда Москвы, являющегося составной частью Архивного фонда Российской Федерации (управленческие документы органов законодательной и исполнительной власти города Москвы, суда и прокуратуры, промышленных, транспортных, строительных, научных, учебных и др. организаций, учреждений культуры, политических партий, общественных и религиозных организаций; документы и вещественные источники личного происхождения, научно-техническая документация, электронные документы, кино-, фото-, фоно- и др. документы, включенные в состав Архивного фонда Москвы);
2. комплектование документами, отнесенными к составу Архивного фонда Москвы;
3. создание справочно-поисковых средств и использование архивных документов.
4. оказывает большой перечень услуг и работ, выполняемых ЦГА на договорной основе, в том числе:
  1. Упорядочение (включая уничтожение) документов юридических лиц.
  2. Разработка нормативно-методических документов по архивному делу и делопроизводству (номенклатур дел, инструкций по делопроизводству, положений об архиве и экспертной комиссии и др.).
  3. Временное хранение документов на договорной основе, выделение к уничтожению дел и/или документов, не подлежащих хранению.
  4. Реставрация и консервация документов физических и юридических лиц (в том числе аудиовизуальных).
  5. Копирование документов организаций.
  6. Исполнение тематических, в том числе биографических запросов.
  7. Исполнение генеалогических запросов, выявление и отбор документов для генеалогических исследований.
  8. Оказание организационно-методической, консультационной и практической помощи по созданию и обновлению постоянных и временных экспозиций, подготовке тематических мероприятий с использованием ретроспективной информации.
  9. Осуществление комплекса работ по подготовке различных видов, типов и форм изданий, разработка представительской, рекламно-информационной и сувенирной полиграфической продукции с использованием ретроспективной документной информации по заявкам физических и юридических лиц.
  10. Оцифровка аудиовизуальных документов юридических и физических лиц.

## Издания ГБУ «ЦГА Москвы»
|  | Москва в годы Первой мировой войны. : Документы и материалы / Главное архивное управление города Москвы, ГБУ «ЦГА Москвы»; Сост., , , , . — М., 2014. — 1104 с.; 16 л. ил. Книга «Москва в годы Первой мировой войны. : Документы и материалы», приуроченная к начала Первой мировой войны, рассказывает о жизни Москвы в один из самых сложных периодов отечественной истории. В ней освещается огромная работа городских властей, общественных организаций, рядовых москвичей, направленная на помощь фронту, раненым и больным воинам, семьям призванных на войну, беженцам. В сборнике представлены уникальные документы из фондов Центрального государственного архива города Москвы и других московских собраний, а также ранее опубликованные материалы. Книга рассчитана на широкий круг читателей, интересующихся отечественной историей. |
|  | Москва, век ХХ. Историческая экология: Архивные документы. Вып. 4. 1971—1991 / Авт.-сост. . — М.: Главное архивное управление города Москвы, ГБУ «ЦГА Москвы», 2014. — 384 с.: ил. Сборник продолжает серию документальных изданий, рассказывающих об опыте решения экологических проблем Москвы в XX в. Четвёртый выпуск охватывает период с 1971 по 1991 г. и включает в себя архивные документы Центра хранения документов после 1917 г. и Центра хранения документов истории Москвы, входящих в структуру Центрального государственного архива города Москвы. Издание знакомит читателя с переходным периодом истории столицы, отмеченным кардинальными изменениями в подходах к решению городских экологических проблем. Это были годы кристаллизации экологического мышления, формирования многоцелевых долгосрочных программ оздоровления мегаполиса, а также небывалой активности москвичей в деле защиты своей среды обитания. Книга адресована историкам, экологам, юристам, специалистам городского хозяйства, учащимся профильных учебных заведений. |
|  | Архитекторы Михаил и Константин Быковские. Творческое наследие московской архитектурной династии: Материалы научной конференции, Москва, 2012 г. / Главное архивное управление города Москвы, ГБУ «ЦГА Москвы»; Сост. , . — М., 2014. — 168 с.: ил. Сборник материалов научной конференции посвящён жизни и деятельности архитекторов М.Д. и — видных московских зодчих XIX столетия. На страницах издания представлены результаты новейших исследований, позволяющие оценить вклад Быковских в формирование архитектурного облика столицы. Во многих статьях содержатся описания памятников архитектуры, новые материалы к творческим портретам их создателей, освещены теоретические проблемы реконструкции сооружений, а также вопросы исторической планировки и застройки Москвы. Издание адресовано архитекторам и искусствоведам, музейным и архивным работникам, специалистам в области охраны памятников архитектуры и культурного наследия, преподавателям и студентам гуманитарных вузов, краеведам и любителям русской истории и культуры. |
|  | Архивные выставки в Московской городской Думе: 15 экспозиций Главархива Москвы. 2009—2013 / Сост. , . — Издательство ГБУ «ЦГА Москвы»; , 2014. — 240 с.: ил. Издание представляет собой красочно иллюстрированную, посвящённую современной Московской городской Думы. Его основу составляют эксклюзивные архивные источники — избранные экспонаты выставок, показанных Главархивом Москвы в Мосгордуме в Перед читателем предстанет свыше 400 документов, фотографий, изобразительных материалов, многие из которых публикуются впервые. Материалы выставок охватывают период с начала XIX по вторую половину XX в. и отражают различные стороны московской жизни: городское управление и самоуправление, хозяйство, транспорт, здравоохранение, архитектуру, культуру, благотворительность. Выставки сгруппированы по тематическому принципу в трёх основных разделах: «Власть», «Город», «Памятные даты». Издание адресовано специалистам служб городского самоуправления, любителям истории, широкому кругу читателей. |
|  | Московский областной суд. 90 лет В брошюре, подготовленной к юбилею Московского областного суда — одной из крупнейших правоприменительных структур, на основе не известных широкому читателю документов и основательного иллюстративного ряда раскрыта история становления Московского областного суда в последней трети XIX — гг. XX в. и его деятельность на современном этапе. Раскрыты основные направления деятельности судебной системы Московской области — одной из самых крупных в России. Выступая активным участником осуществления судебной реформы, суд вносит свою лепту в формирование самостоятельности судебной власти, повышение эффективности судебной защиты и укрепление доверия общества к судебной власти в целом. |
|  | Герой авиации Александр Беляков: Материалы и документы / Авт.-сост.; Отв. ред. . — М.: Издательство ГБУ «ЦГА Москвы»; Издательство «Патриот», 2014. — 247 с.: ил. Настоящее издание призвано ознакомить читателя с жизнью члена знаменитого экипажа — , , — участника рекордных беспосадочных перелётов, Героя Советского Союза, авиации Александра Васильевича Белякова (1897—1981). Опытнейший штурман, доктор географических наук, профессор, замечательный преподаватель, он прожил долгую жизнь и остался в памяти народа Героем Великой страны. Книга иллюстрирована и снабжена аппаратом. Издание рассчитано на широкий круг читателей. |
|  | Миллер и Лермонтов. изд., испр. и доп. / Главное архивное управление города Москвы; ГБУ «ЦГА Москвы». — М., 2014. — 320 с.: ил; 16 л. ил. Книга (1928—1999) посвящена роли и месту Москвы в жизни и творчестве. В этом городе поэт родился, в нём он провел пять юношеских лет, здесь в неразрывной связи с Москвой складывался его характер, созревал литературный талант. Лермонтов показан всесторонне: в общении с родными и друзьями, в учёбе и занятиях живописью, в мире литературы и поэзии — и даётся это на фоне Москвы XIX века, с любовью воссозданной автором. Издание предназначено широкому кругу читателей. |
|  | Москва в годы Великой Отечественной войны: Аннотированный указатель документов Мосгорисполкома (июнь 1941 г. — июнь 1945 г.) / Главное архивное управление города Москвы, ГБУ «ЦГА Москвы»; Авт.-сост. . — М., 2014. — 1072 с. Настоящее издание — это аннотированный указатель документов. отобрал те постановления, решения, распоряжения Мосгорисполкома, содержание которых так или иначе связано с Великой Отечественной войной, наиболее ярко освещает повседневную жизнь Москвы, отражает процесс восстановления городского хозяйства в годы войны. Хронологические рамки данного издания охватывают период — от вероломного нападения фашистской Германии на СССР до Парада Победы на Красной площади 24 июня 1945 г. В аннотированный указатель включена информация из 4103 документов, подавляющее большинство которых ранее не публиковалось. В целом с наибольшей полнотой изложены тексты документов за Однако определяющую роль в каждом конкретном случае играло содержание документа: практически дословно воспроизведены пункты решений и распоряжений Мосгорисполкома, имеющие непосредственное отношение к войне или свидетельствующие о возвращении столицы к мирной жизни. |
|  | Гарнюк власть: Очерки истории партийных и советских органов. Март 1917 — октябрь 1993 / Главное архивное управление города Москвы, ГБУ «ЦГА Москвы». — М., 2014. — 704 с. Настоящие очерки посвящены деятельности Московской городской организации РСДРП(б) — РКП(б) — ВКП(б) — КПСС с марта 1917 г. по ноябрь 1991 г. и Московского городского Совета с марта 1917 г. по октябрь 1993 г. Издание подготовлено на основе документов ГБУ «ЦГА Москвы», Российского государственного архива истории и Центрального государственного архива Московской области. Книга предназначена для историков, государственных и муниципальных служащих, членов политических партий и организаций, а также для всех читателей, интересующихся историей Москвы. |
|  | Центральные архивы Москвы: Путеводитель по фондам. Вып. 6. Промышленность. Ч. 2. Кн. 1 / Главное архивное управление города Москвы, ГБУ «ЦГА Москвы». — М. 2014. — 392 с. Шестой выпуск путеводителя — «Промышленность» — завершает серию справочников по фондам Центрального государственного архива города Москвы. Путеводитель состоит из двух частей: в первой приводятся сведения о фондах, относящихся к отраслям тяжёлой промышленности, во второй — к лёгкой. Представленные в справочнике фонды содержат документы дореволюционного, советского и постсоветского периодов отечественной истории. |
|  | |